# Rhodocybe griseospora
Rhodocybe griseospora är en svampart som först beskrevs av A. Pearson, och fick sitt nu gällande namn av Peter D. Orton 1960. Rhodocybe griseospora ingår i släktet Rhodocybe och familjen Entolomataceae.   Inga underarter finns listade i Catalogue of Life.